# Élections municipales togolaises de 1987
Les élections municipales togolaises de 1987 se déroulent le 25 octobre 1987 au Togo. Il s'agit des premières ayant été organisées au suffrage universel dans tout le pays.
Organisées sous la dictature de Gnassingbé Eyadema et de son parti unique, le Rassemblement du peuple togolais, ces élections permettent à la population d'élire pour cinq ans ses conseillers municipaux parmi plusieurs candidats estampillés RPT. Les mandats de ces derniers arrivent néanmoins à expiration en pleine instabilité due à la crise politique togolaise des années 90, ce qui conduit à leurs prorogation jusqu'en 2001.
Les conseils municipaux sont finalement remplacés cette année-là par des délégations spéciales nommées par le gouvernement, et devant rester en place en attendant l’organisation de nouvelles élections, une nouvelle loi de décentralisation ayant entre-temps été votée en 1998. Ce système provisoire se prolonge report après report plus de vingt ans, jusqu'aux municipales de 2019. 